# Rino Lucas
Rino Lucas, vollständiger Name Rino Fabricio Lucas Leites, (* 12. September 1980 in Melo) ist ein uruguayischer Fußballspieler.

## Karriere
Der 1,73 Meter große Offensivakteur Lucas stand zu Beginn seiner Karriere mindestens im Jahr 2003 in Reihen des seinerzeitigen uruguayischen Zweitligisten Cerro Largo FC. In der Apertura 2003 absolvierte er dort 15 Spiele in der Segunda División und schoss fünf Tore. 2004 war er für den Erstligisten Deportivo Colonia aktiv. Die 2005er Zwischensaison verbrachte er beim Club Atlético Cerro. In der nachfolgenden Apertura 2005 stand er bei Plaza Colonia unter Vertrag. In der Clausura 2006 spielte er für den Danubio FC. In der Apertura 2006 wird er als Spieler der Rampla Juniors geführt. Sodann schloss er sich ab der Clausura 2007 erneut bis ins Jahr 2012 dem Cerro Largo FC an. 2008 stieg er mit dem Verein in die Primera División auf. In der Saison 2008/09 schoss er in Uruguays höchster Spielklasse drei Tore. In den nachfolgenden Spielzeiten lief er in 23 (2009/10) bzw. 27 (2011/12) Erstligapartien auf und erzielte zwei bzw. 15 Treffer. Für die Saison 2010/11 liegen keine Daten vor. Mitte 2012 wechselte er nach Venezuela zum Caracas FC und unterschrieb einen Vertrag bis 31. Mai 2013. Dort wurde er in der Saison 2012/13 14-mal in der Liga und einmal in der Copa Libertadores aufgestellt. Ein Tor schoss er für die Venezolaner jedoch in beiden Wettbewerben nicht. Zur Apertura 2013 schloss er sich abermals dem Cerro Largo FC an. In der Spielzeit 2013/14 kam er dort 24-mal zum Zug (drei Tore). Sein Verein stieg am Saisonende in die Segunda División ab. In der Zweitligaspielzeit 2014/15 lief er in 21 Ligapartien auf und traf zweimal ins gegnerische Tor. Während der Spielzeit 2015/16 sind zwölf weitere Zweitligapartien und ein Tor für ihn verzeichnet.